# Mairie
 (janvier 2024).

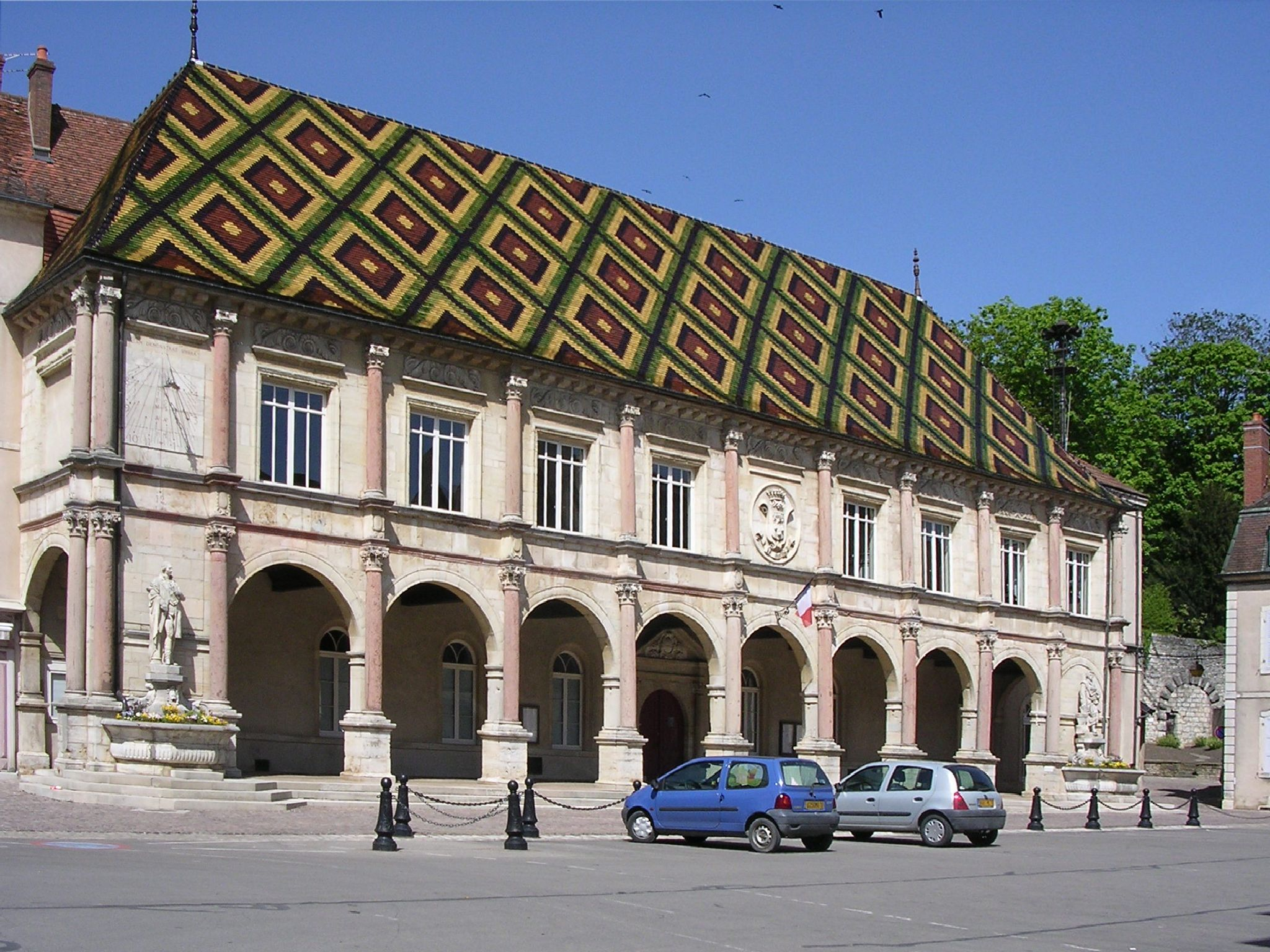
Hôtel de ville de Gray (Haute Saône) en France.

Une mairie est l'appareil administratif d'une ville ou commune, qui est logé dans le bâtiment qu'on appelle hôtel de ville, aussi maison communale, maison commune ou bureau communal. Par extension, dans les plus petites villes, on appelle souvent ce bâtiment mairie.

## Dans le monde francophone

### Belgique
Le terme équivalent à mairie est maison communale, mais quand la commune concernée a le titre de ville le bâtiment s'appelle hôtel de ville.

### Canada (Québec)
Au Canada (et plus particulièrement au Québec), on dit le plus souvent hôtel de ville quand la municipalité possède le statut de ville, mais les sièges des arrondissements de Montréal s'appellent mairies d'arrondissement.

### France

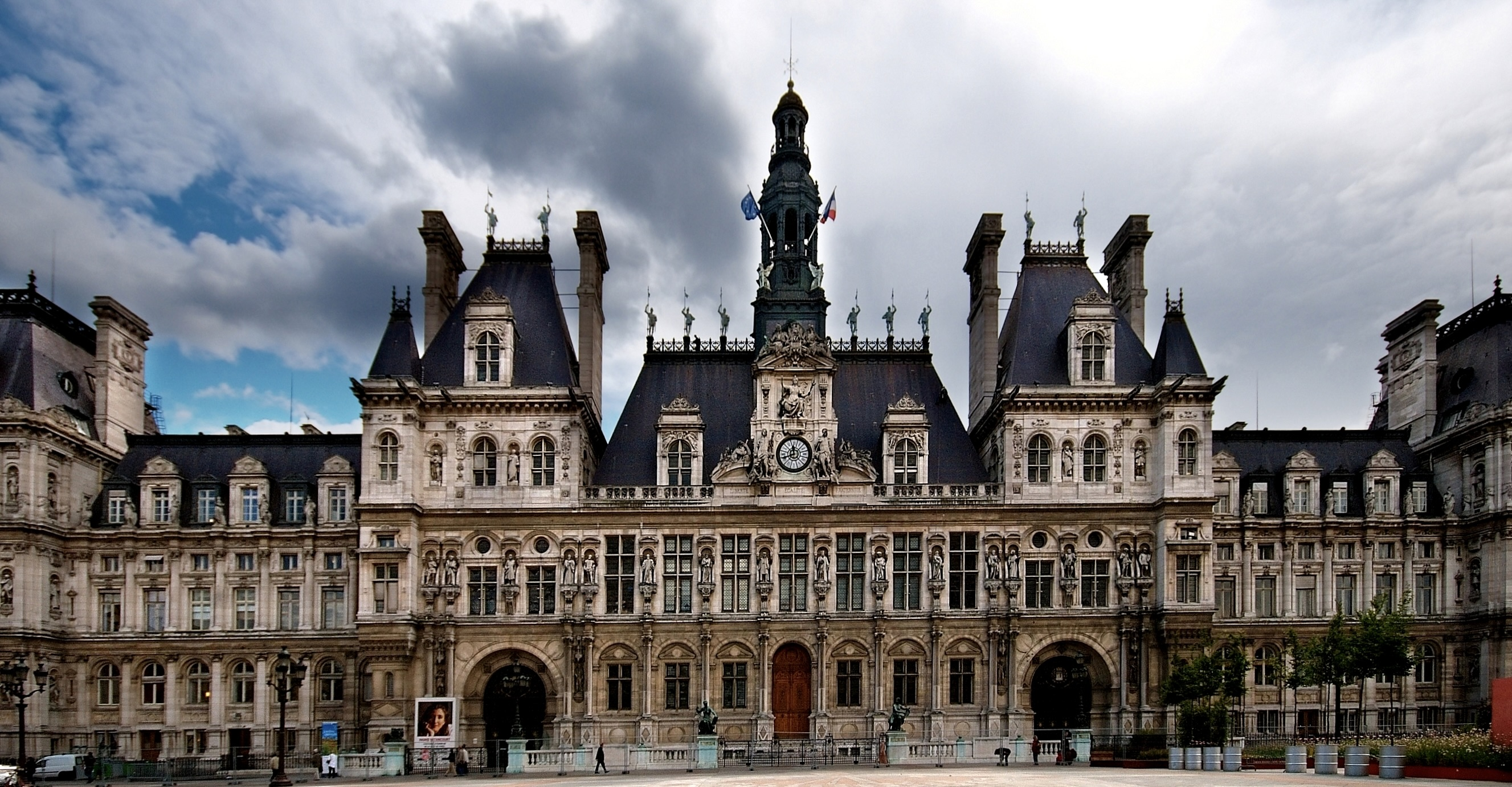
Hôtel de ville de Paris.

En France, la mairie est l'appareil administratif de la ville ou de la commune qui est abritée dans le bâtiment surnommé hôtel de ville. Celui-ci comprend aussi la salle de délibération du conseil municipal, le lieu où l'on célèbre les mariages, ainsi que divers services comme l'état-civil, le dépôt du cadastre, l'urbanisme, la police municipale, etc. Le terme désigne dans le code général des collectivités territoriales le siège de la municipalité. En pratique, les communes de taille importante utilisent souvent l'appellation « hôtel de ville », le terme « mairie » désignant plutôt l'administration municipale rattachée au maire.
Le terme d'usage en Belgique « maison communale » le fut en France au XIXe siècle. Ainsi, les archives historiques parlent pour le village de Béthencourt-sur-Mer de la construction de la maison communale en 1833.
En plus de la mairie principale ou de l'hôtel de ville, les communes peuvent établir une ou plusieurs mairies annexes afin de faciliter les démarches des habitants. Les communes associées ou déléguées disposent également de mairies dans lesquelles se réunit le conseil de la commune déléguée. Les communes divisées en arrondissements (Paris, Lyon) ou de secteurs (Marseille) disposent de mairies d'arrondissement ou de secteur.
Traditionnellement, des symboles républicains sont présents dans la mairie, tel le portrait officiel du président de la République française en exercice ou le buste de Marianne.
Chaque commune doit posséder un hôtel de ville ou louer un local qui en tient lieu depuis 1884 (loi du 5 avril 1884, article 136).

- Demi-Quartier (Haute-Savoie) dont la mairie se trouve dans la commune de Megève
- Château-Chinon (Campagne) (Nièvre) dont la mairie se trouve à Château-Chinon (Ville)
- Pourcharesses (Lozère) dont la mairie se trouve dans la commune de Villefort
- Le Malzieu-Forain (Lozère) dont la mairie se trouve dans la commune du Malzieu-Ville
- Turquestein-Blancrupt (Moselle) dont la mairie se trouve dans la commune de Saint-Quirin.
- Taillepied (Manche) dont la mairie se trouve dans la commune de Saint-Sauveur-le-Vicomte
- Rouvres-sous-Meilly (Côte-d'Or) dont la mairie se trouve dans la commune de Meilly-sur-Rouvres
- Le Plessis-Patte-d'Oie (Oise) dont la mairie se trouve dans la commune de Berlancourt

### Italie (Vallée d'Aoste)
Dans la région autonome Vallée d'Aoste, le siège de l'administration communale est défini officiellement comme Maison communale. Dans certains cas, sur l'édifice paraît la dénomination Mairie, qui toutefois n'appartient pas au lexique officiel.
Pour la ville d'Aoste, la dénomination est Hôtel de ville.

### Luxembourg
Certaines communes utilisent l'appellation maire et mairie, d'autres bourgmestre et hôtel de ville.

### République démocratique du Congo (Kinshasa)
La mairie en République démocratique du Congo (RDC) est l'institution chargée de la direction d'une ville (terme ayant une définition légale). Chaque mairie regroupe des communes, ayant chacune à leur tête un bourgmestre. Une vingtaine de localités ont actuellement le statut de ville en RDC, telles Mbuji-Mayi, Lubumbashi ou Matadi, avec un maire comme responsable de l'entité. Parmi les grandes villes, la capitale Kinshasa est la capitale de la RDC et elle a le statut d'une province  ; elle est cependant divisée en communes.

### Suisse

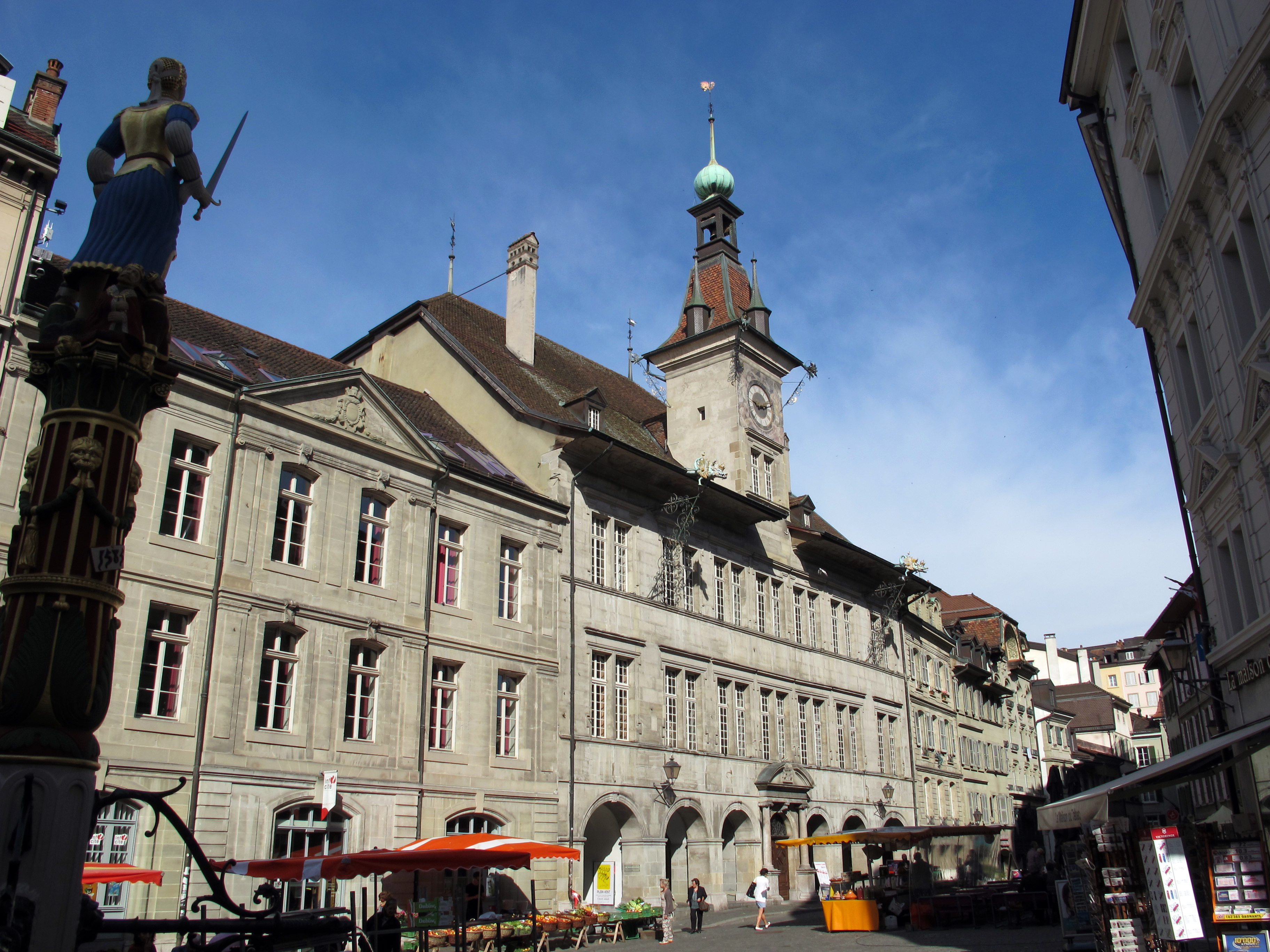
Hôtel de ville de Lausanne (Vaud).

En Suisse, les institutions communales des villes sont hébergées dans un hôtel de ville, expression la plus proche de l'allemand Stadthaus. Les villages ont recours à l'expression « maison communale » ou « bâtiment administratif » pour désigner le siège de l'administration de la commune.

## Galerie

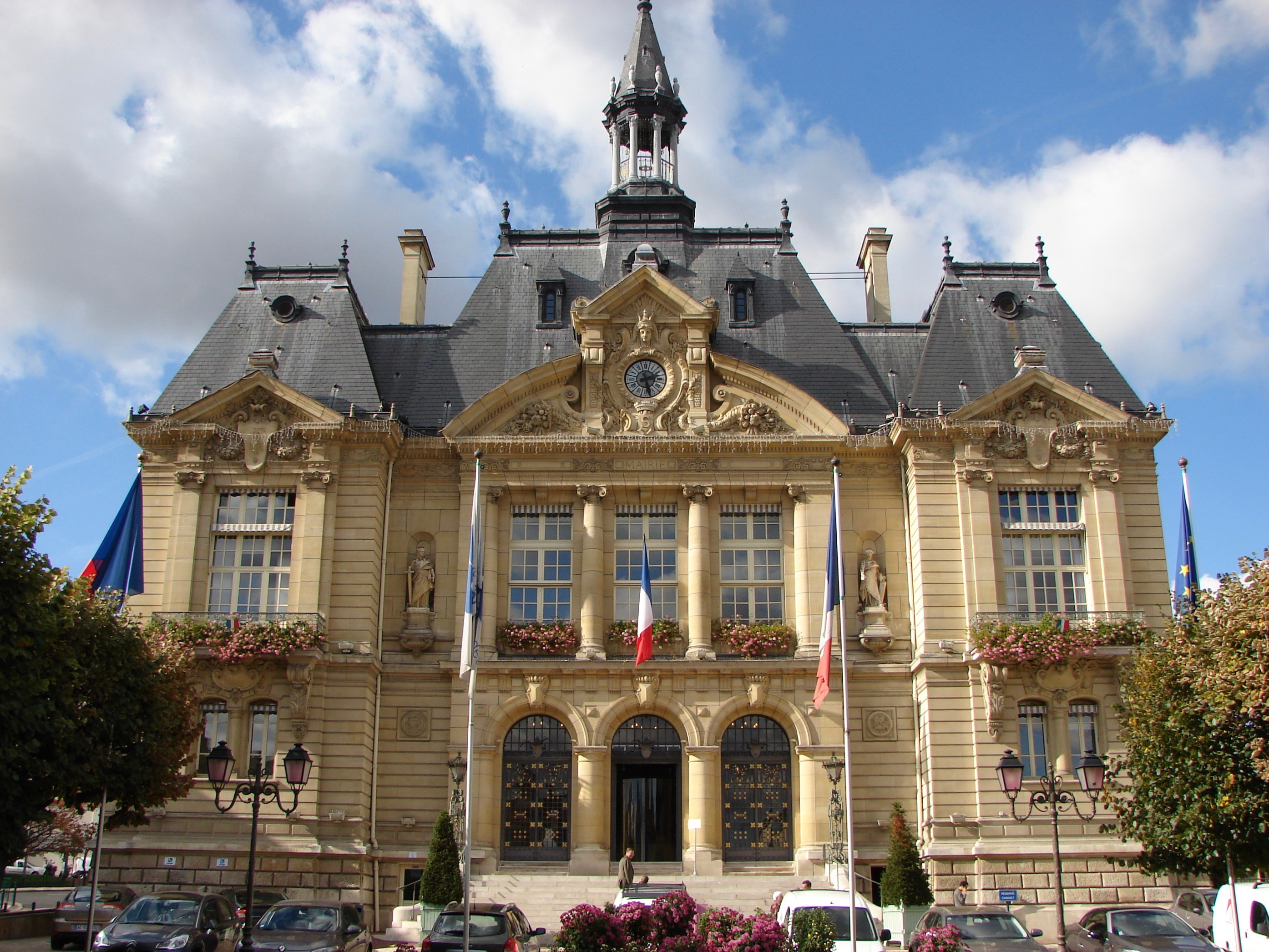
Mairie de Suresnes (Hauts-de-Seine).
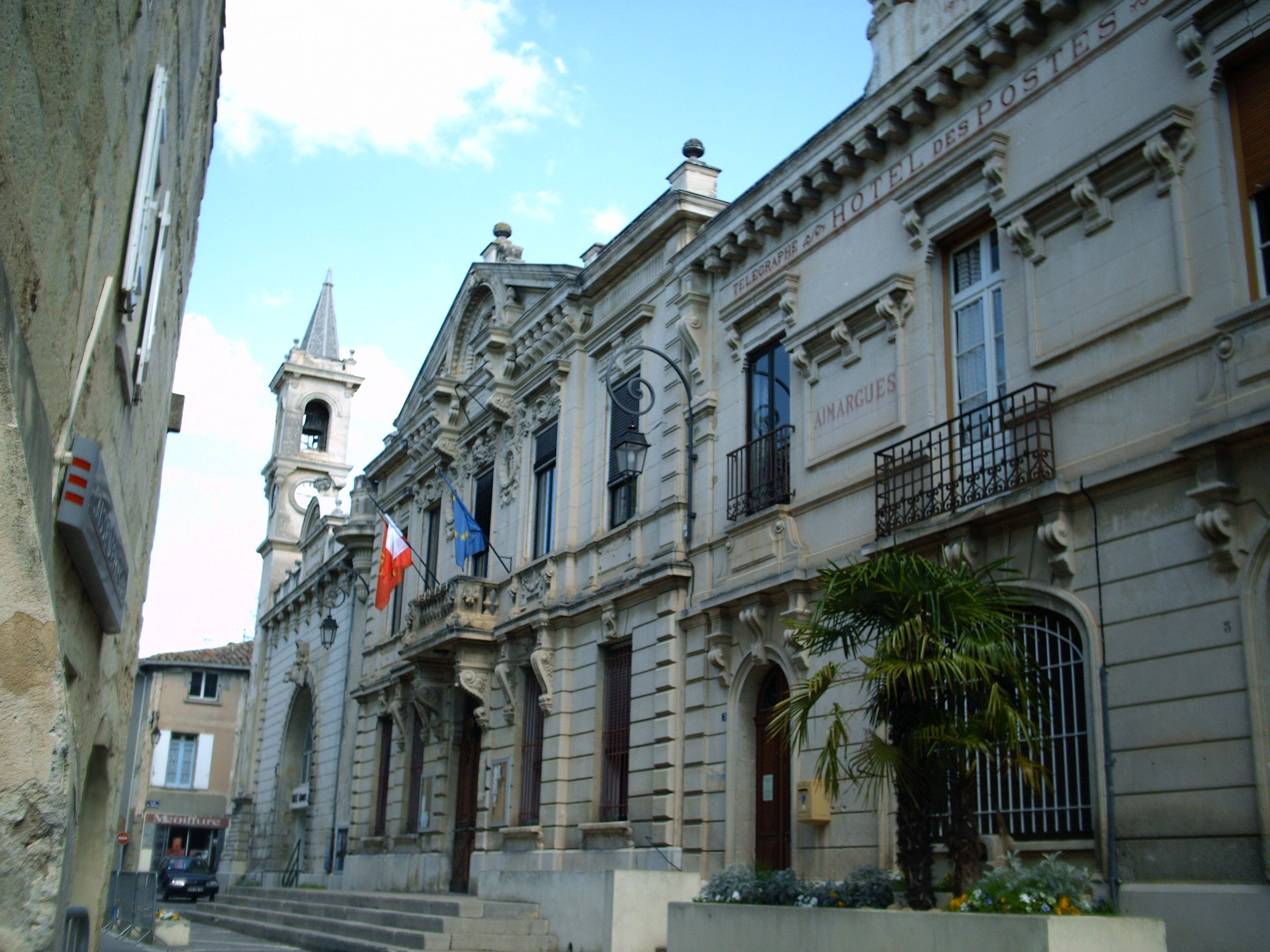
Mairie d'Aimargues (Gard).
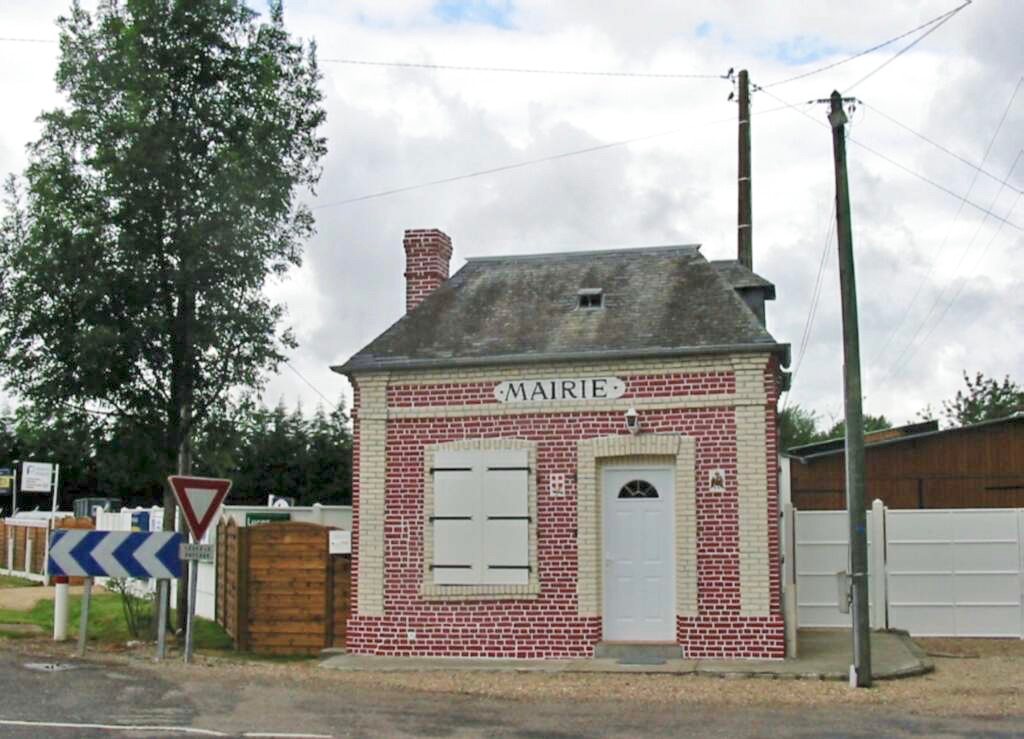
Ancienne mairie de Faverolles-les-Mares (Eure).
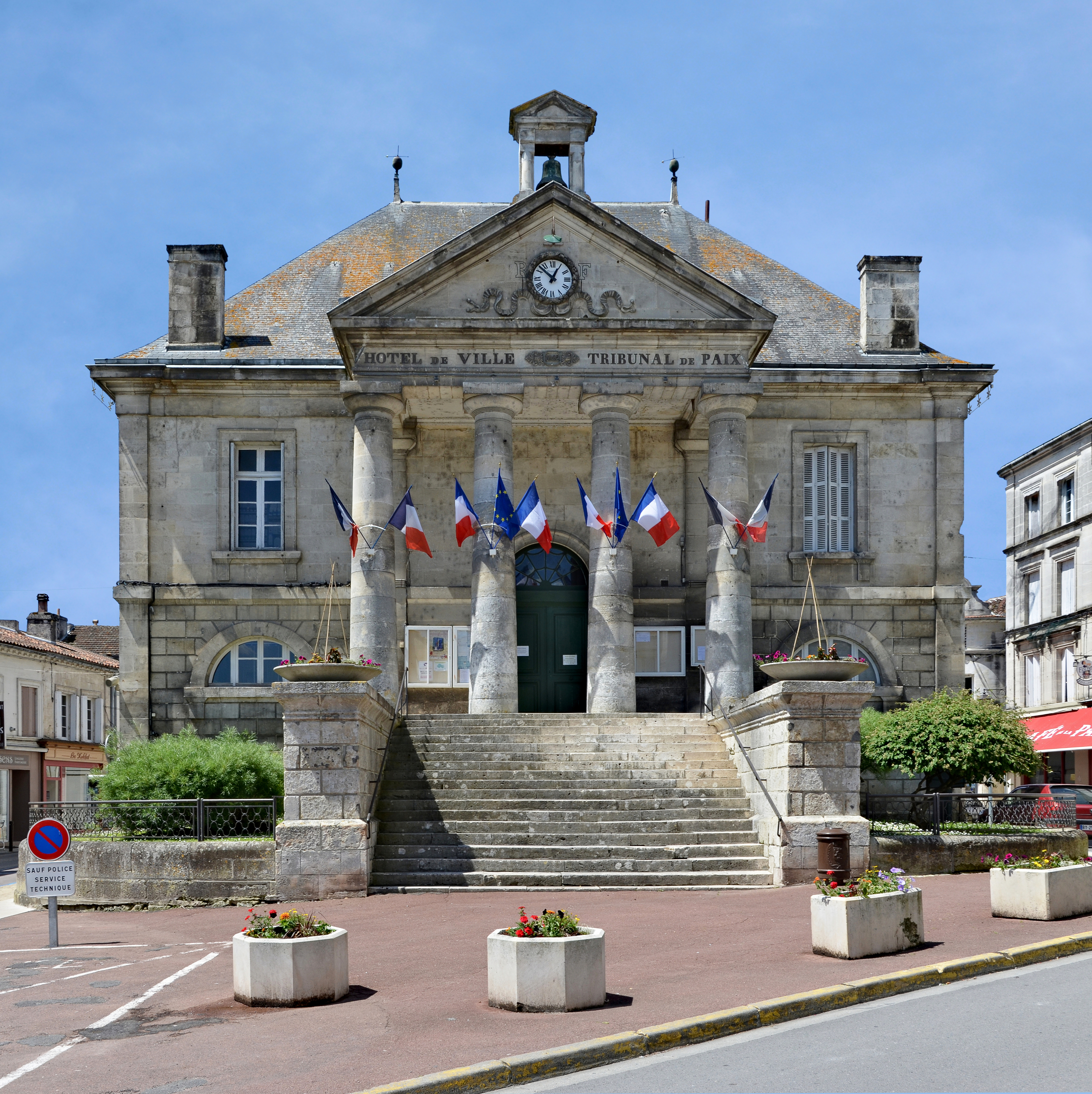
Hôtel de ville de Chateauneuf-sur-Charente.
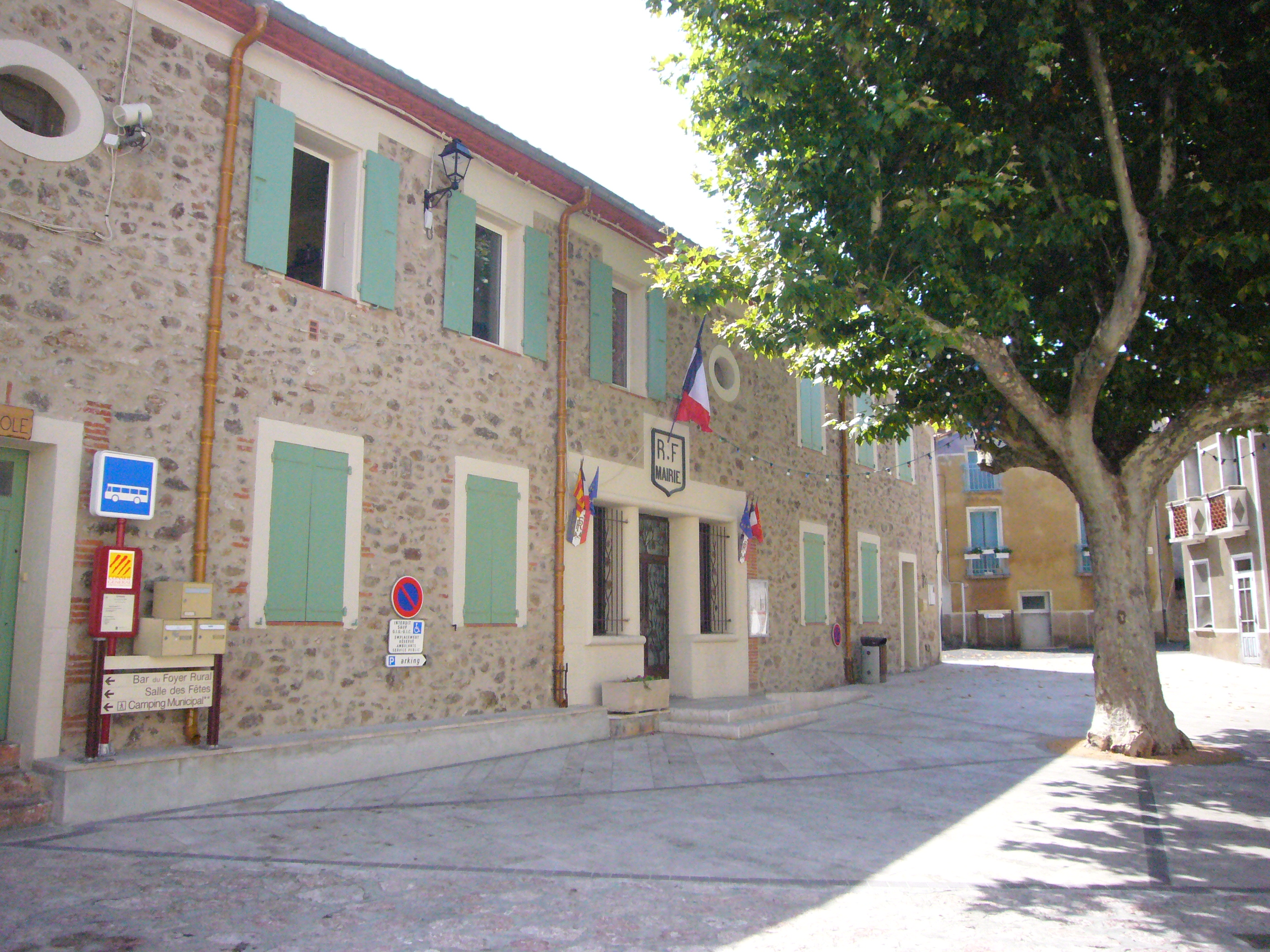
Mairie de Caramany (Pyrénées-Orientales).
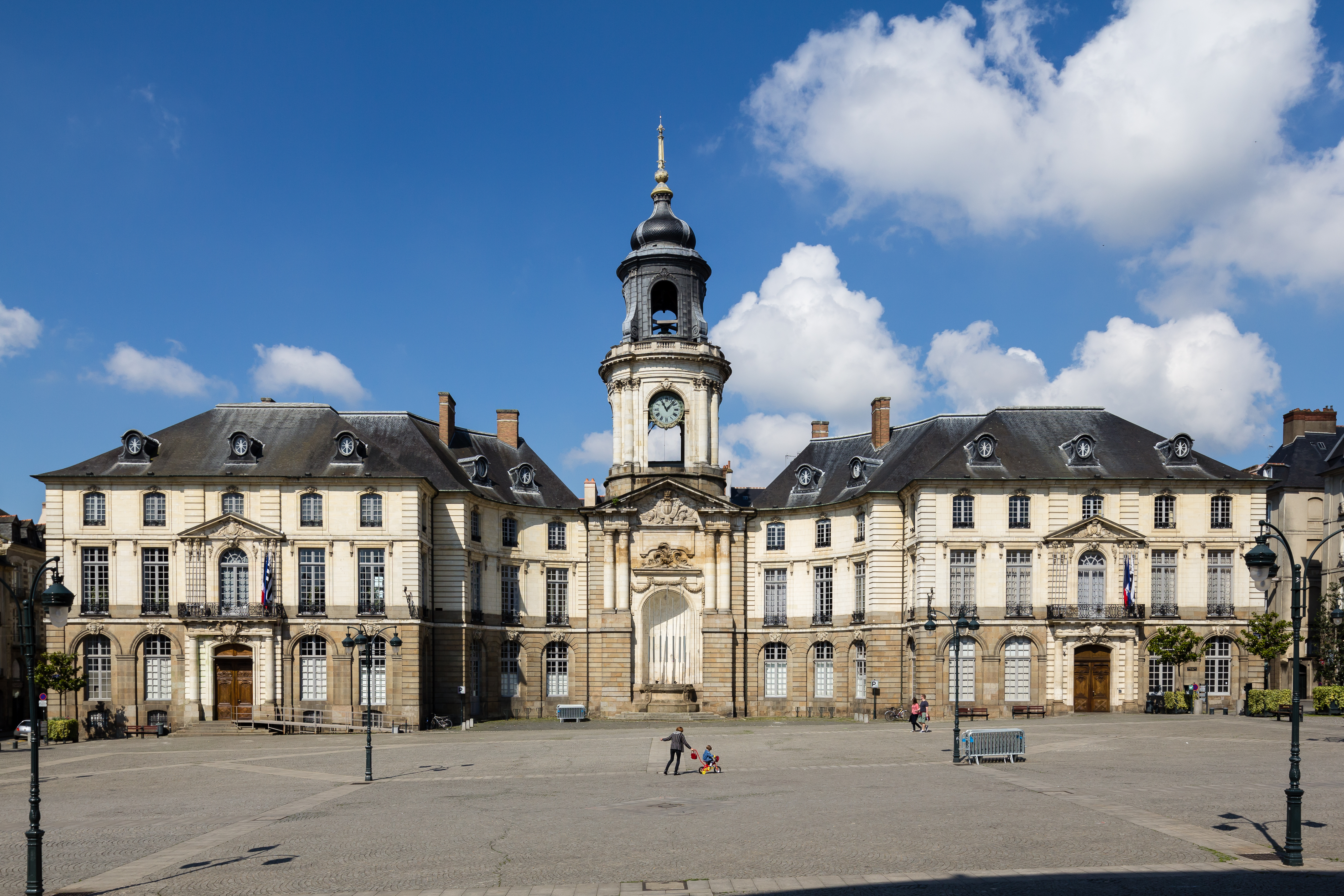
Mairie de Rennes (Ille-et-Vilaine).
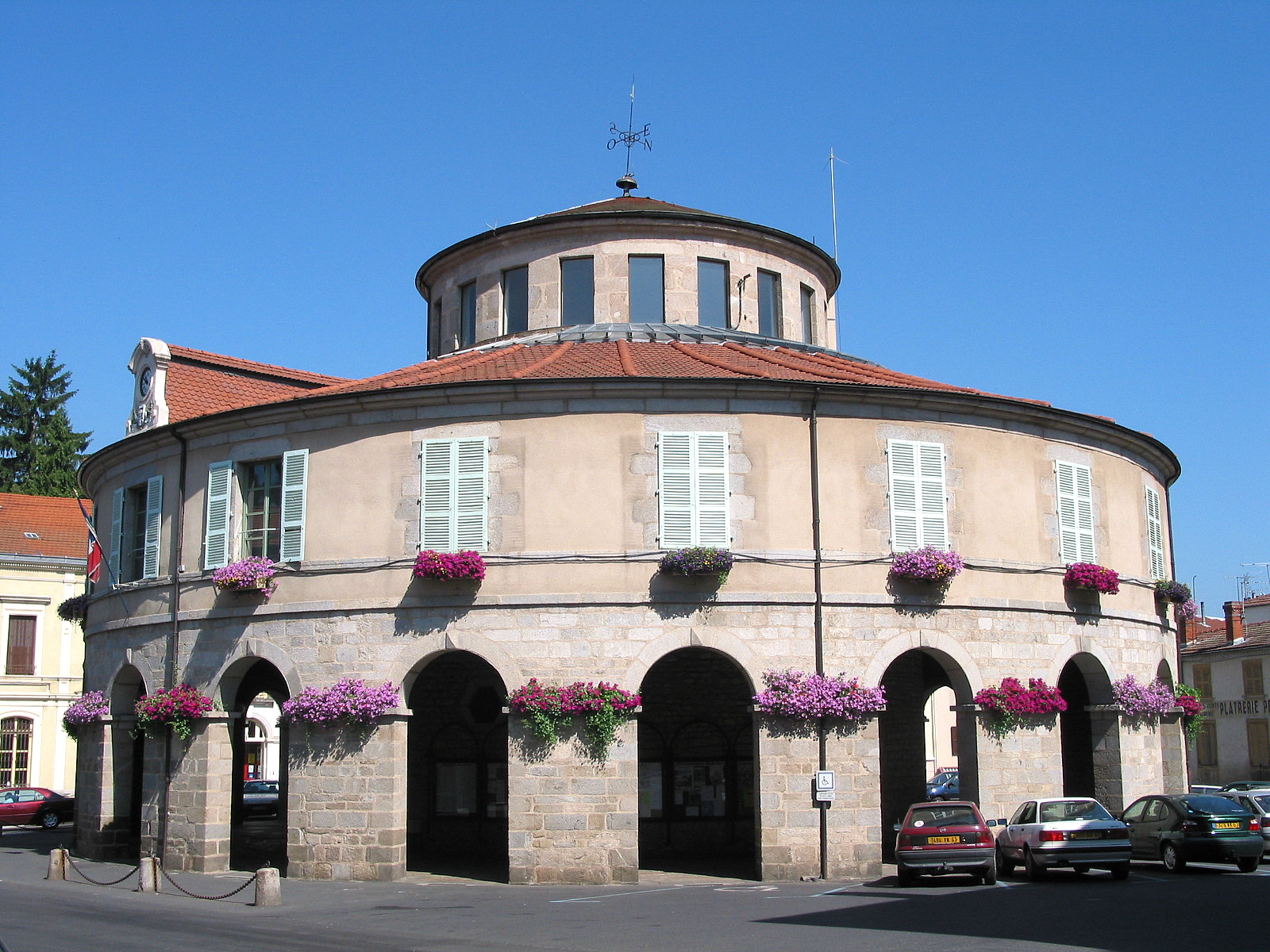
La mairie circulaire d'Ambert.
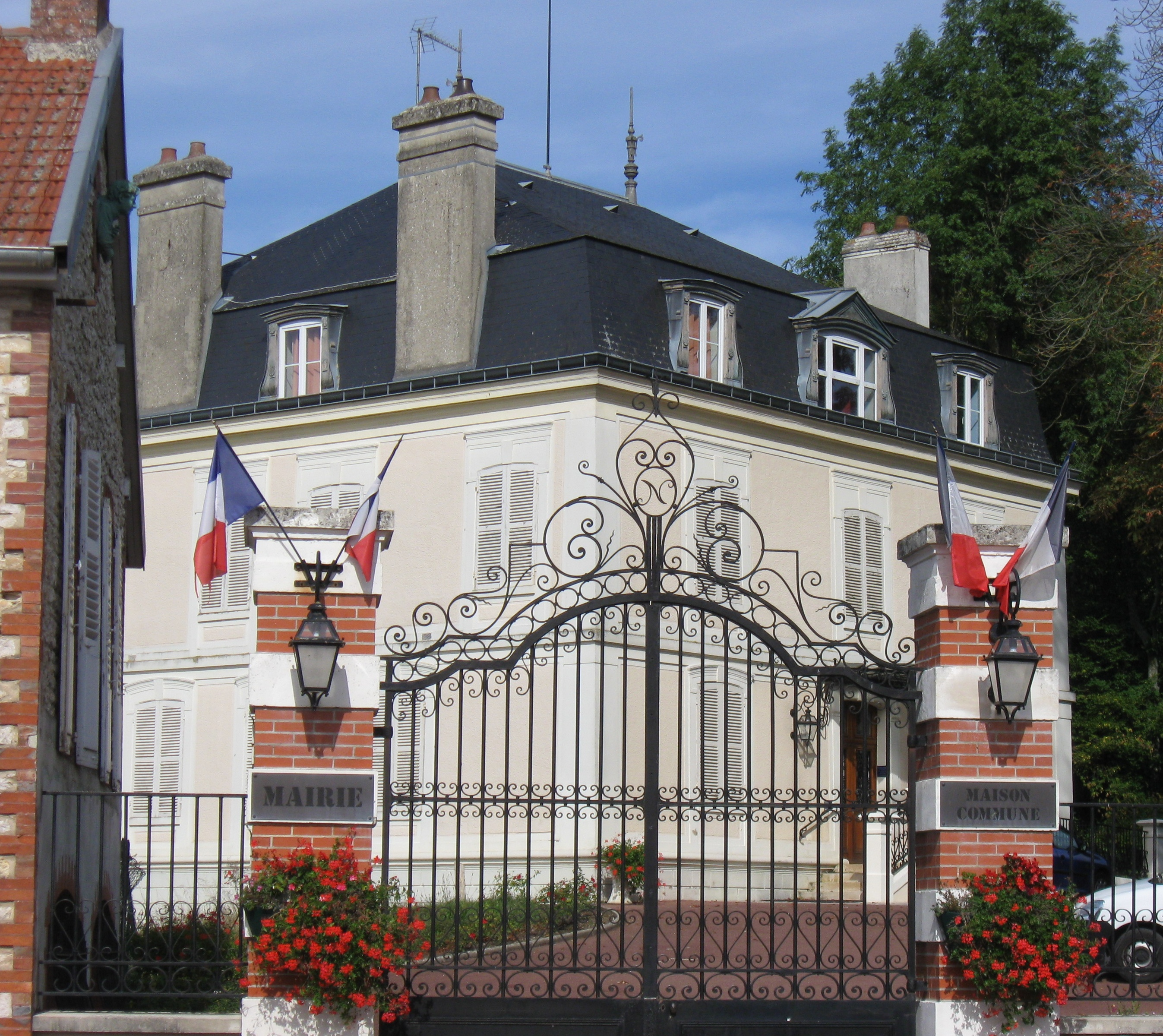
Mairie (aussi appelée maison commune) de Poigny (Seine-et-Marne).
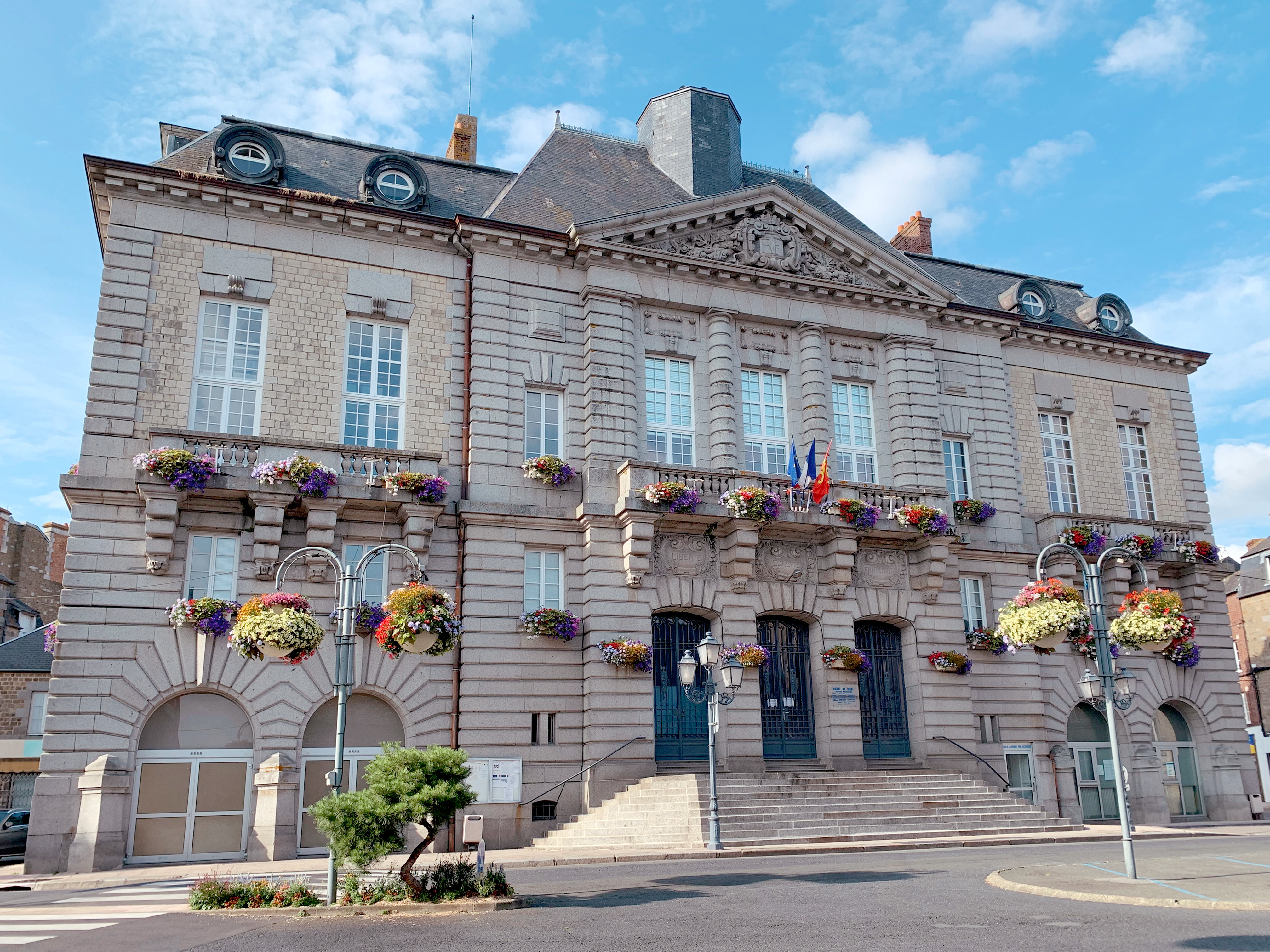
Hôtel de ville de La Ferté-Macé (Orne).
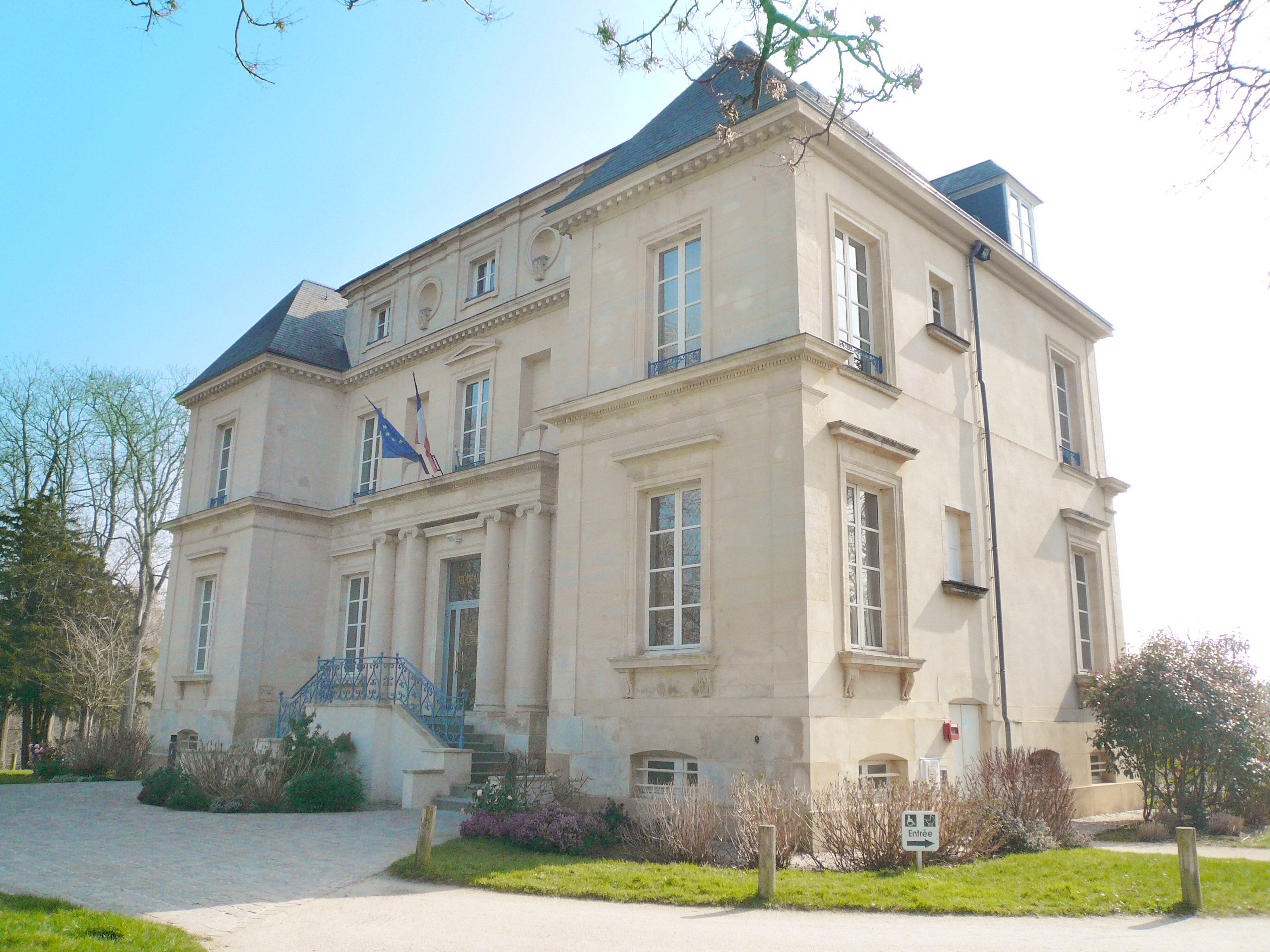
Mairie de Verson (Calvados).
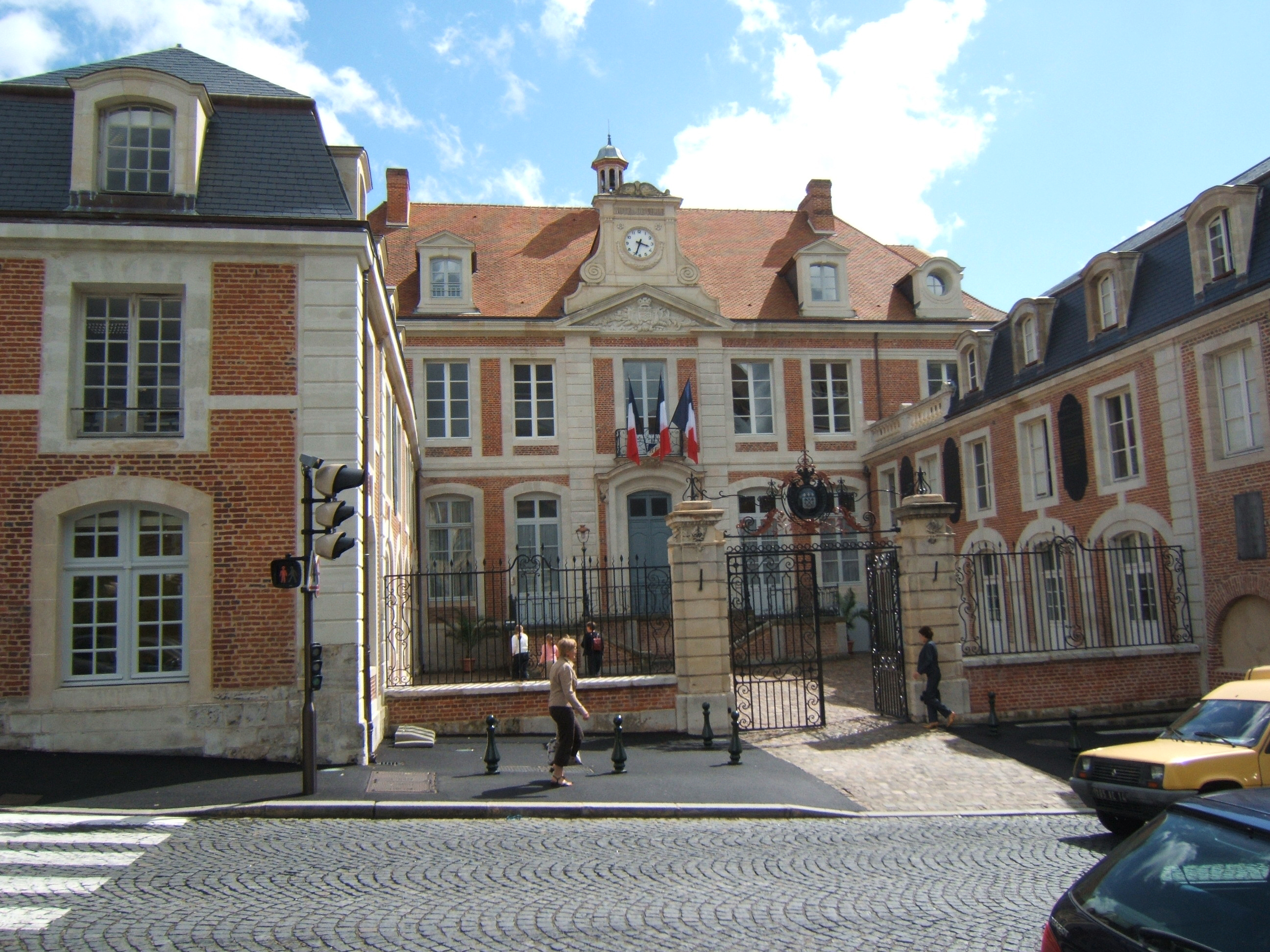
Mairie de Lisieux (Calvados).
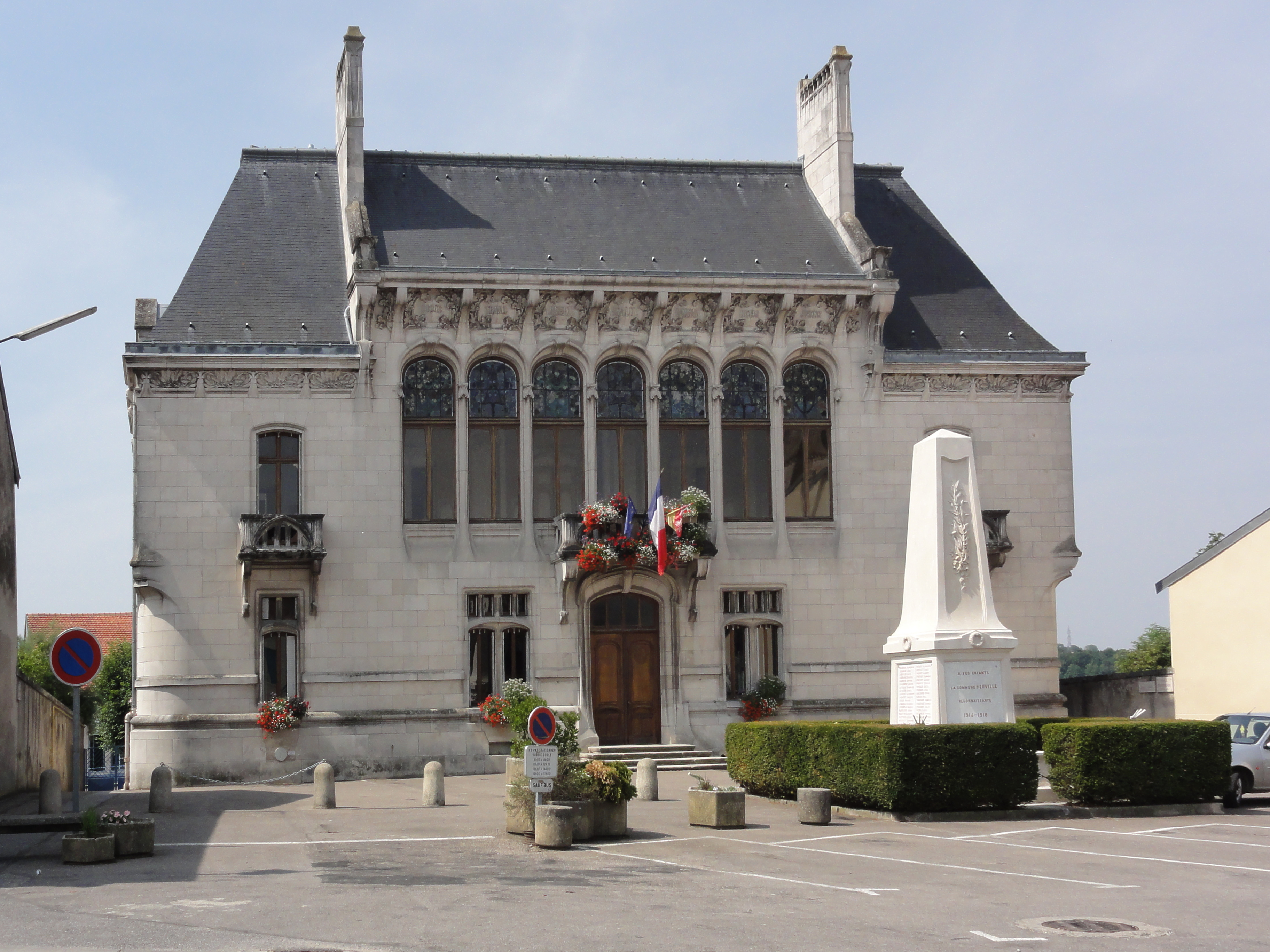
Mairie d'Euville (Meuse).
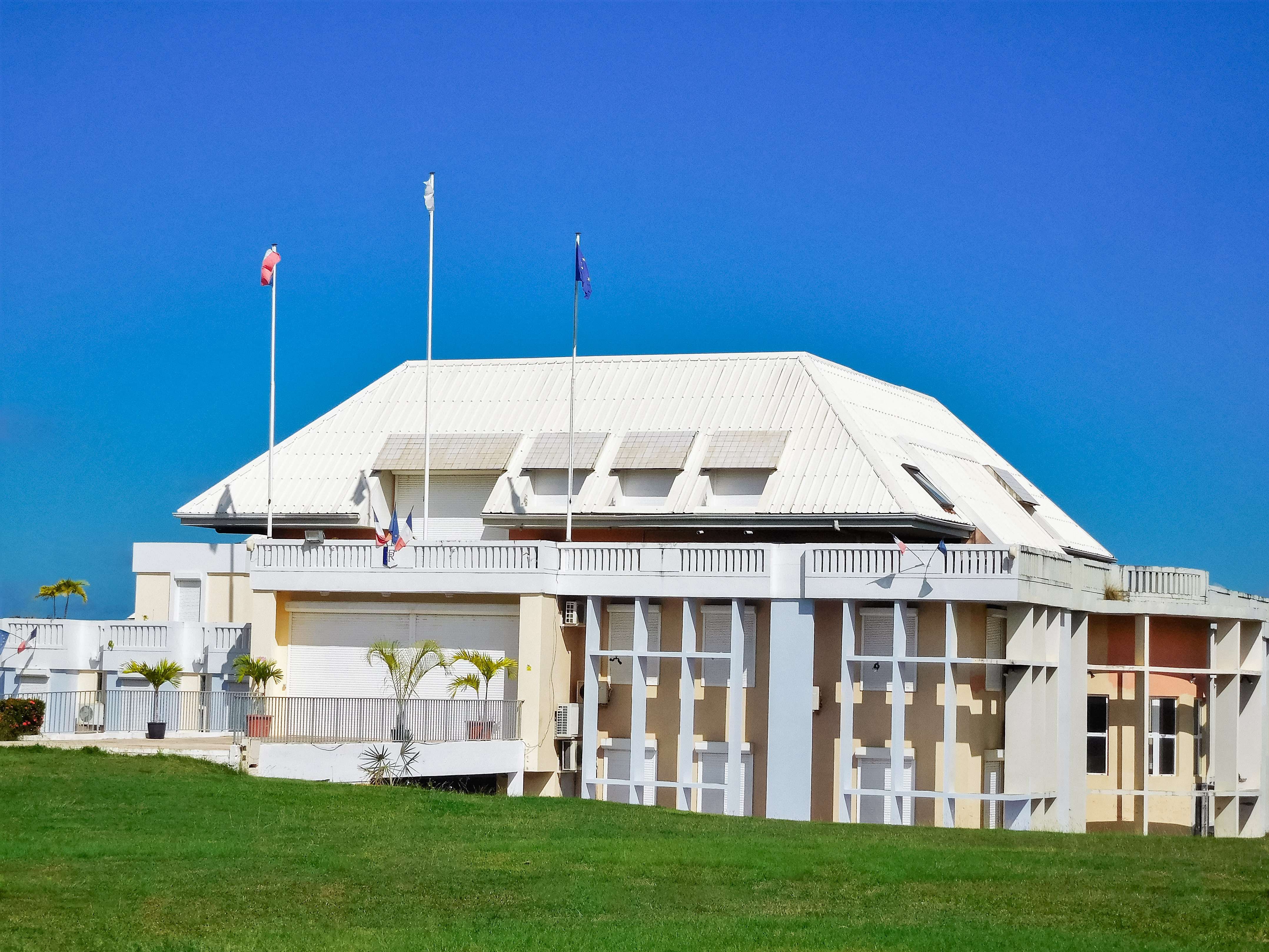
Mairie de Goyave (Guadeloupe).
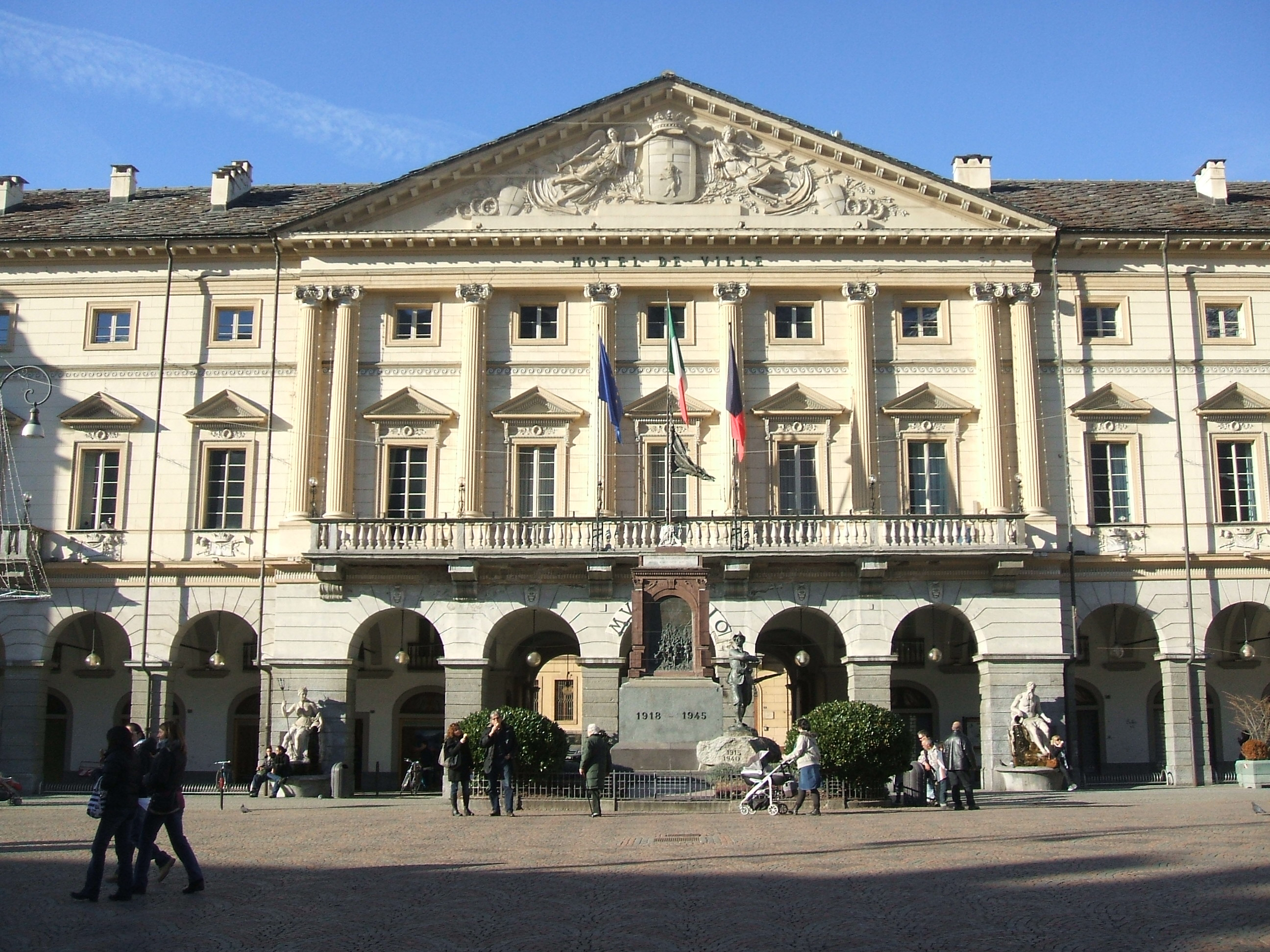
Hôtel de ville d'Aoste, Vallée d'Aoste, Italie.
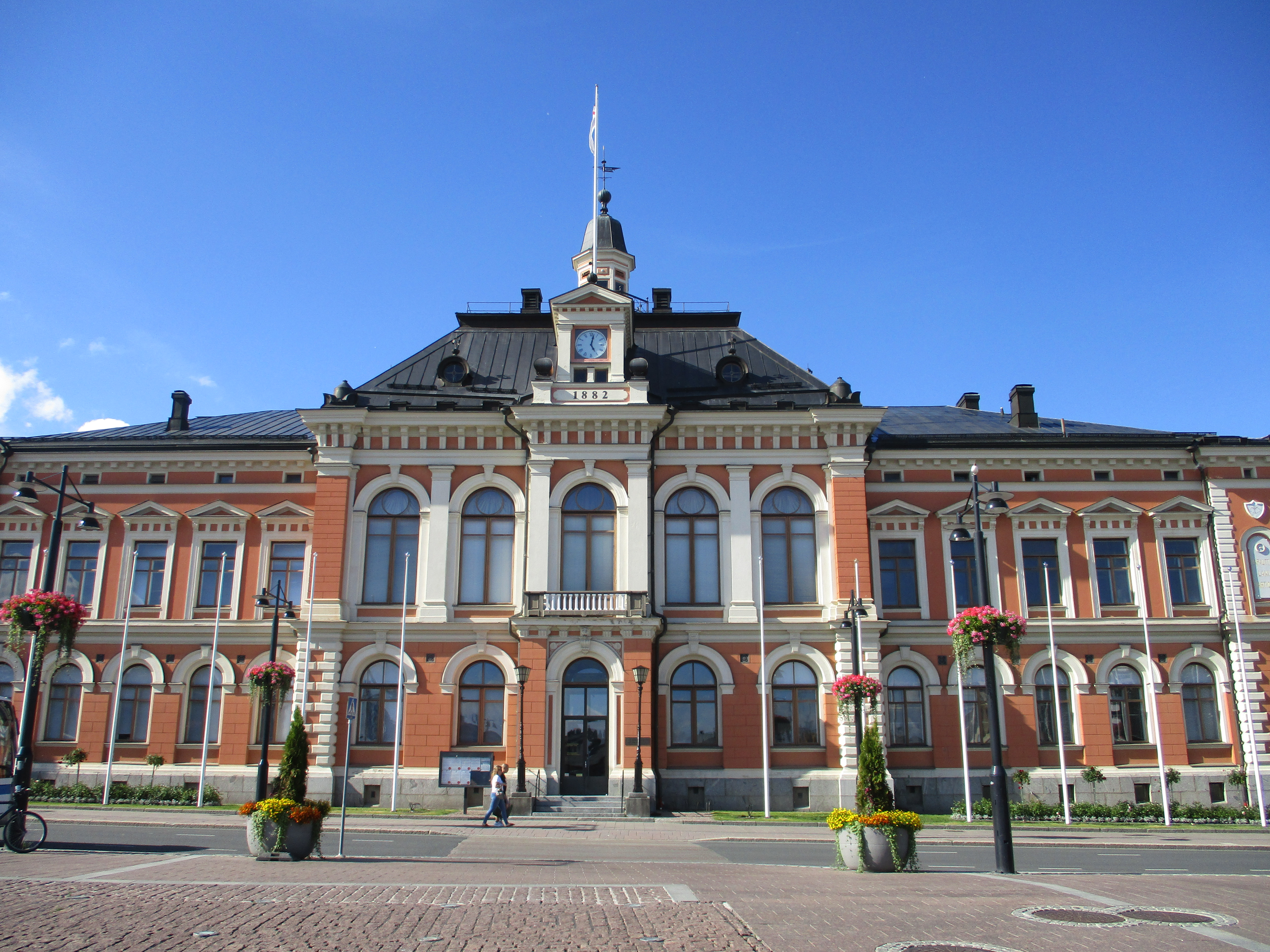
Mairie de Kuopio, Finlande.
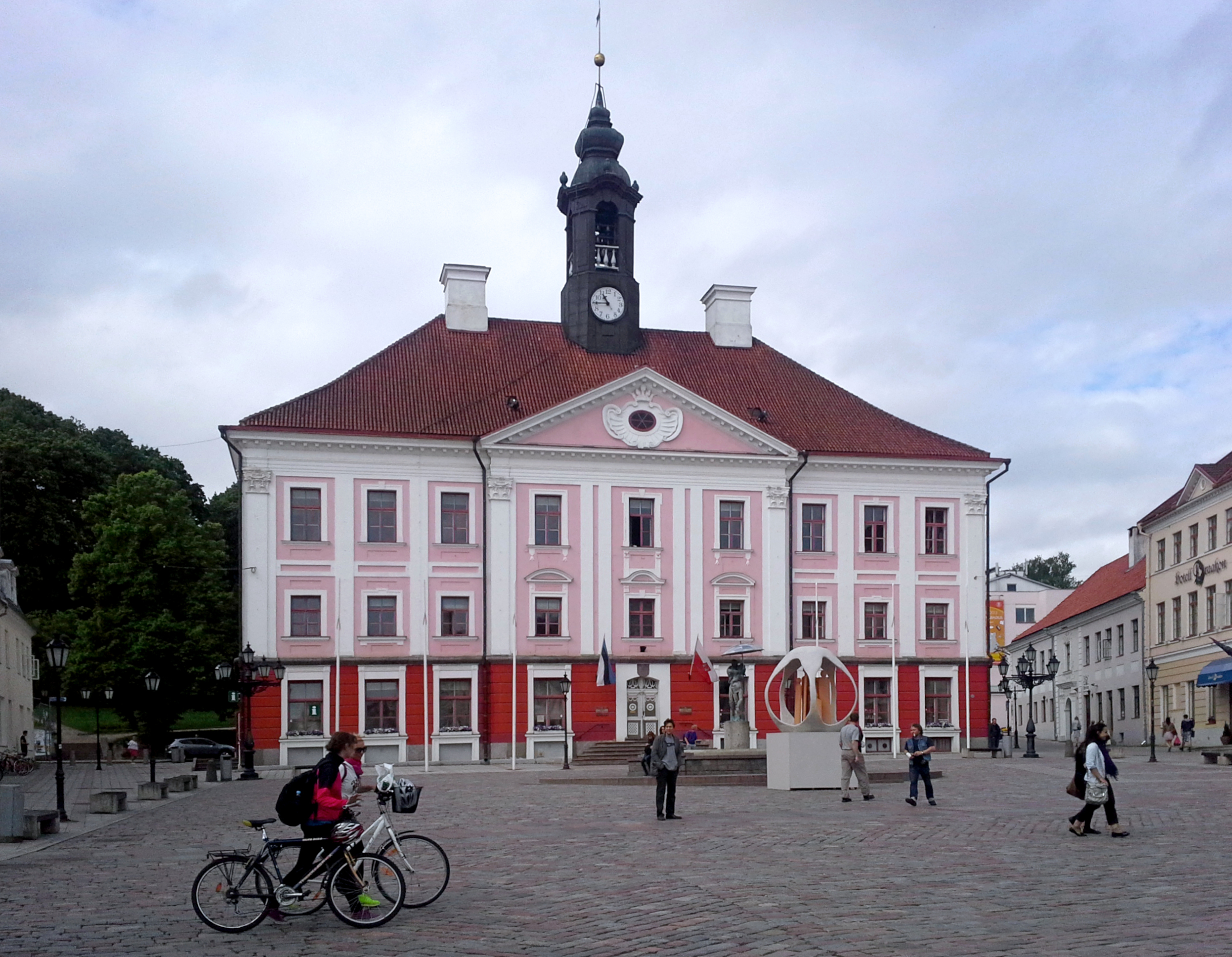
Hôtel de Ville de Tartu, Estonie.
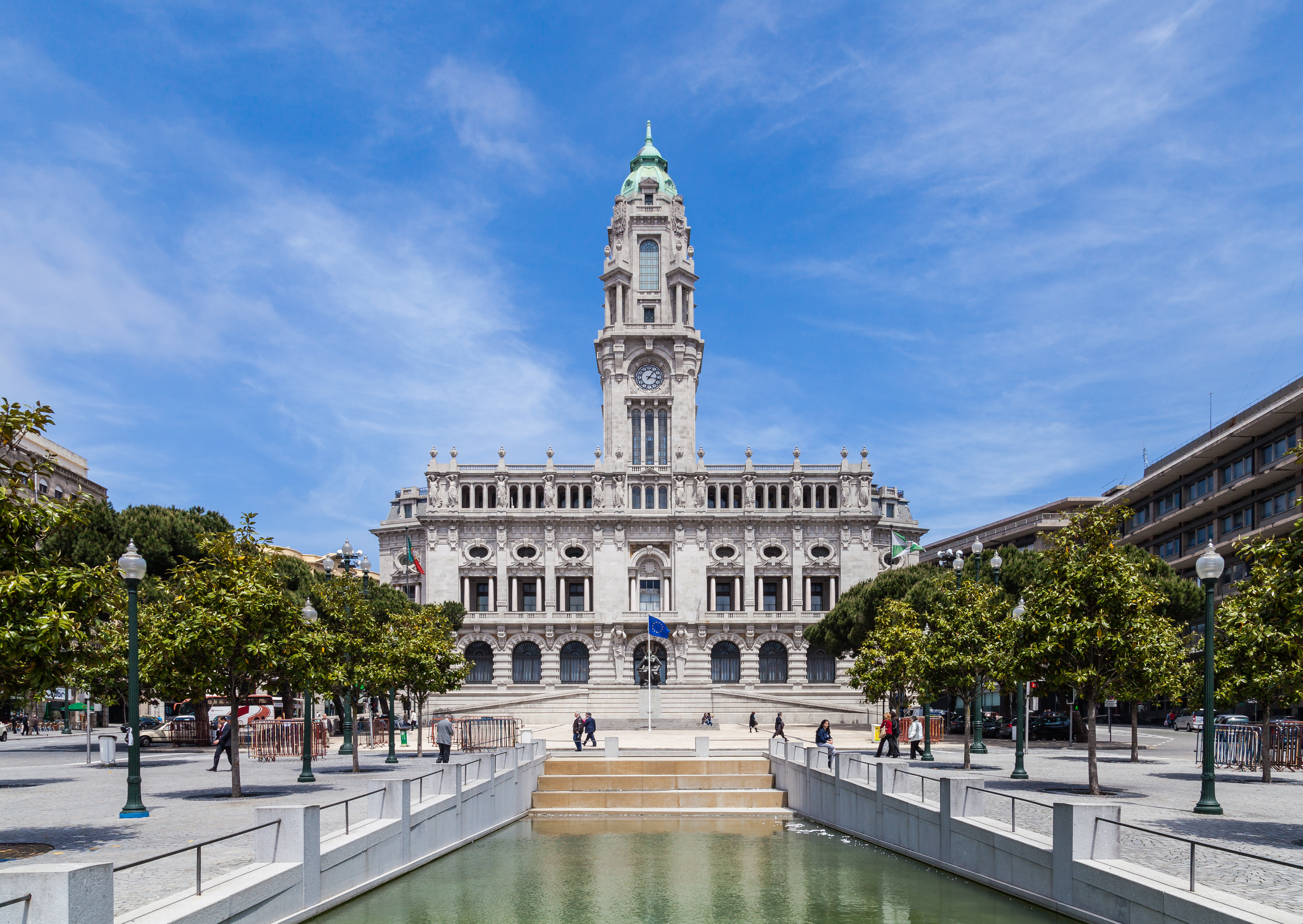
Hôtel de ville de Porto, Portugal.
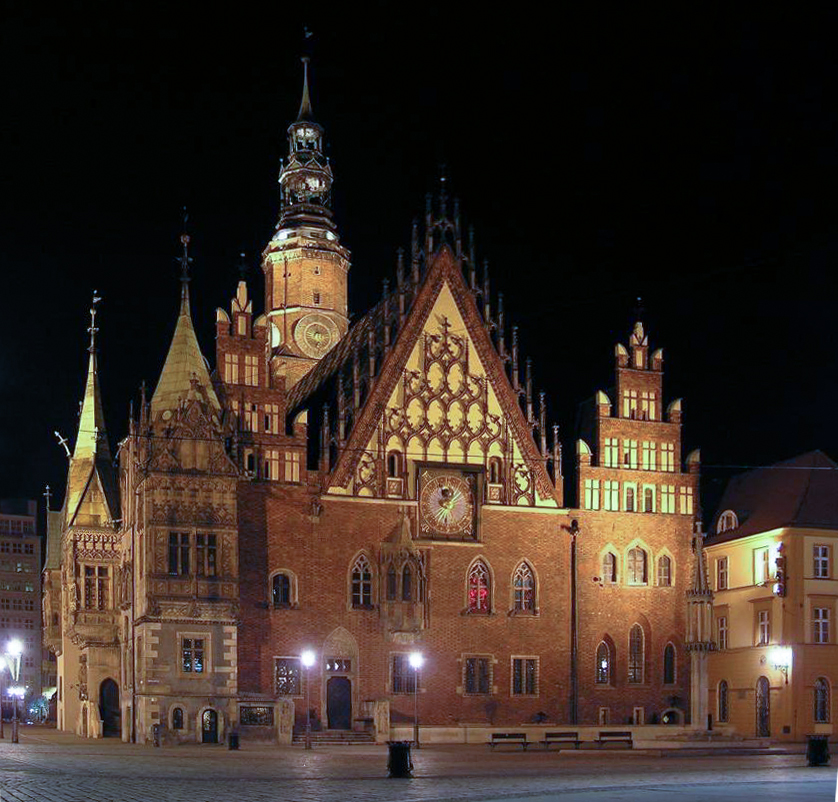
Hôtel de ville de Wrocław, Pologne.
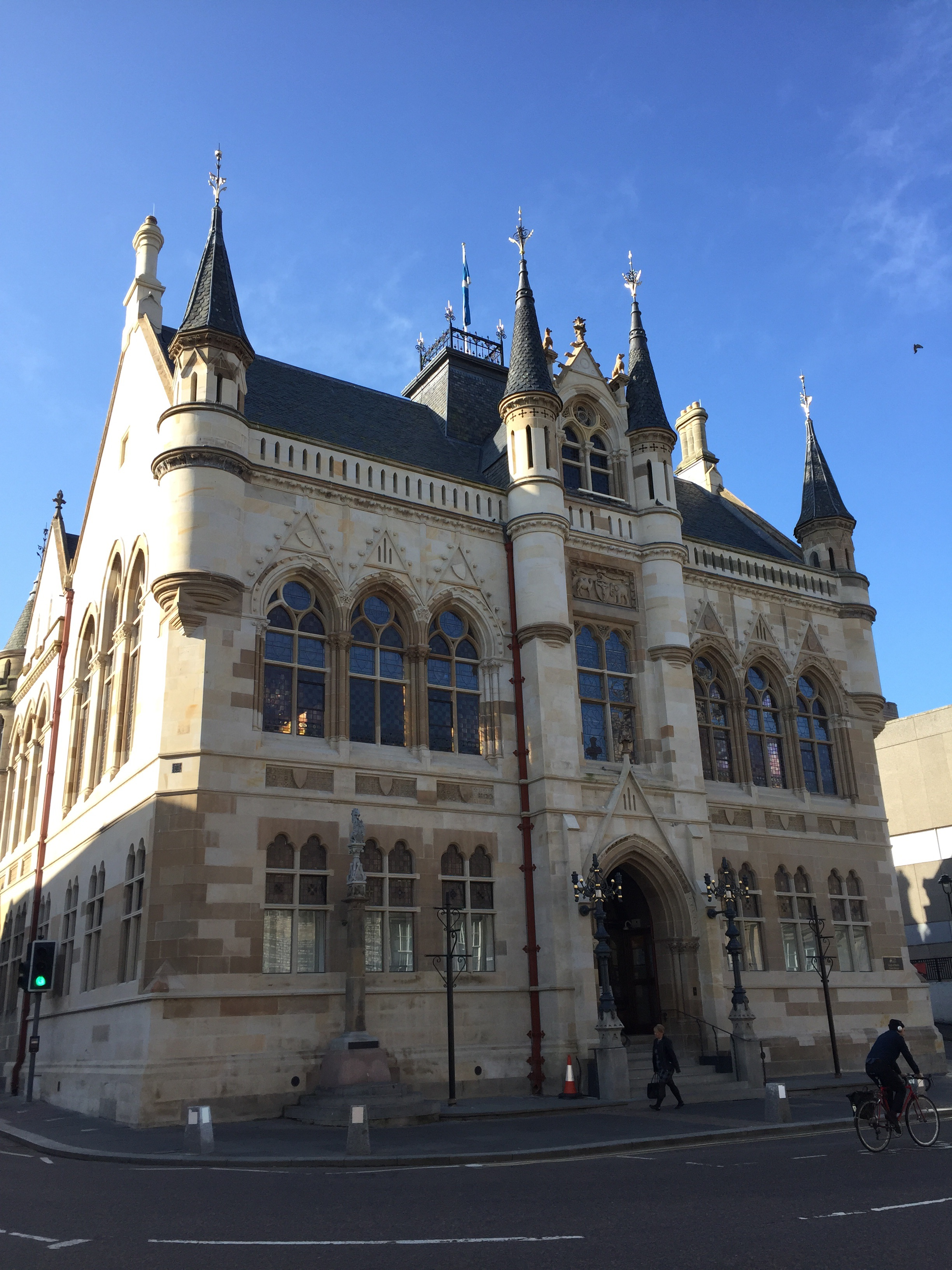
Town Hall d'Inverness, High Street (Écosse).
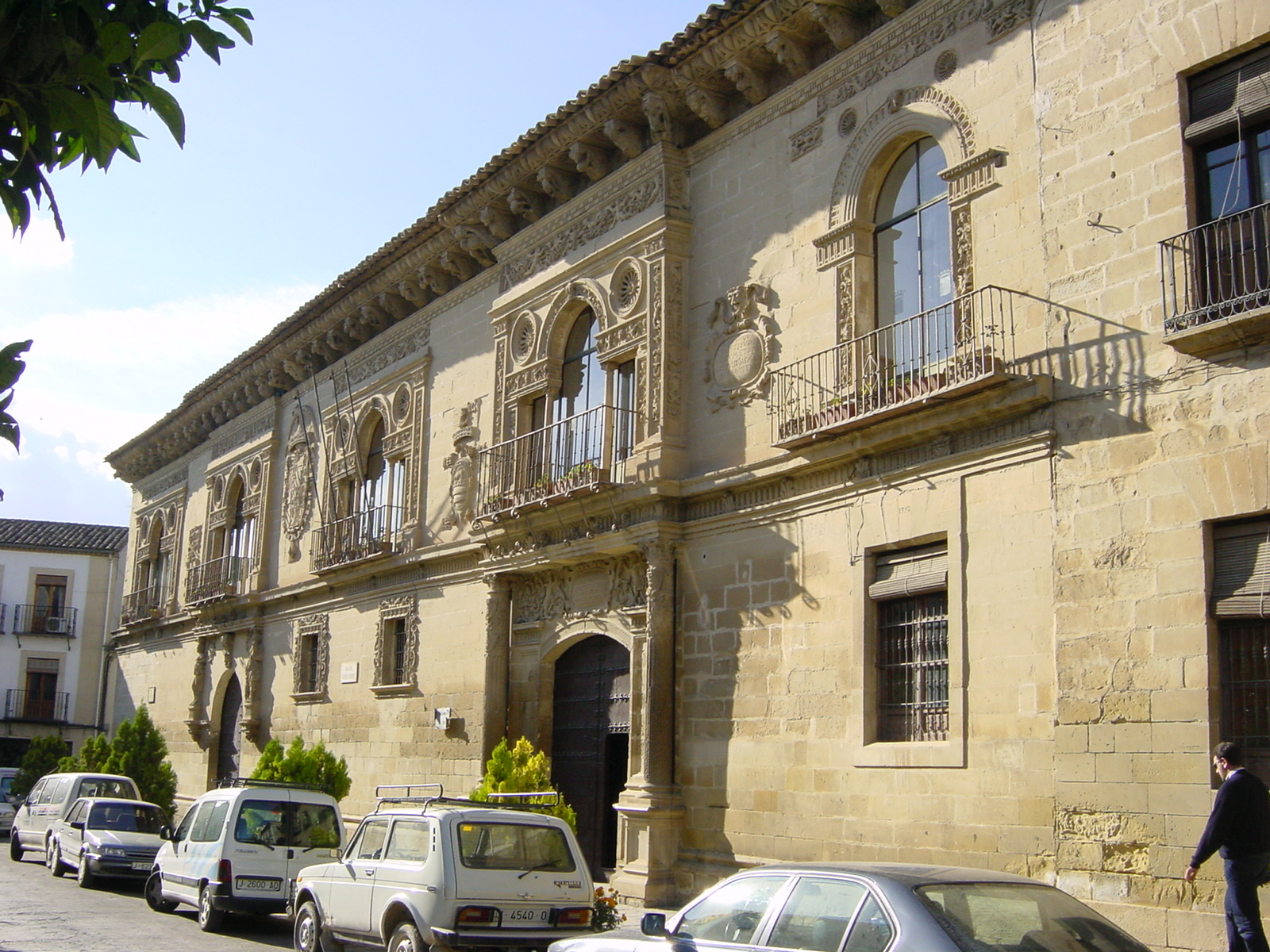
Casa consistorial de Baeza (Espagne).